# Обряд народження
Обряд народження (англ. Birth Rite) — американський фільм жахів 2003 року.

## Сюжет
У свій 18-й день народження Ребекка зустрічає таємничу людину, яка володіє чарівною силою. Чаклун Роман показує їй, як її батьки були вбиті, і вручає Священний Амулет. Поки вона вникає в таємницю чорної магії, зведена сестра Ерін бореться за порятунок її душі від зла, яке оволоділо Ребеккою. Усе це закінчується битвою добра і зла в особі Ерін і Романа.

## У ролях
| Актор                | Роль           |
| -------------------- | -------------- |
| Наталі Сазерленд     | Ребекка        |
| Денні Вулзк          | Роман          |
| Лаура Натіво         | Ерін           |
| Брінк Стівенс        | Мона Проктор   |
| Ларрі Дірк           | Білл Проктор   |
| Джулі Стрейн         | пані Карлсон   |
| Ронні Джин Блевінс   | Пол Гілфорд    |
| Кайл Лупо            | Алекс Проктор  |
| Скай Стаффорд        | Сара           |
| Дженніфер Л. Джонсон | Трейсі         |
| Карен А. Сміт        | Аріель         |
| Чак Капінські        | Зефрам         |
| Ліззі Стрейн         | Наталі         |
| Стів Маліс           | Мартінес       |
| Бріанна Маліс        | молода Ребекка |
| Ерік Састін          | Бост           |
| Майк Донаванік       | Мануель        |